# بازماندگان هولوکاست

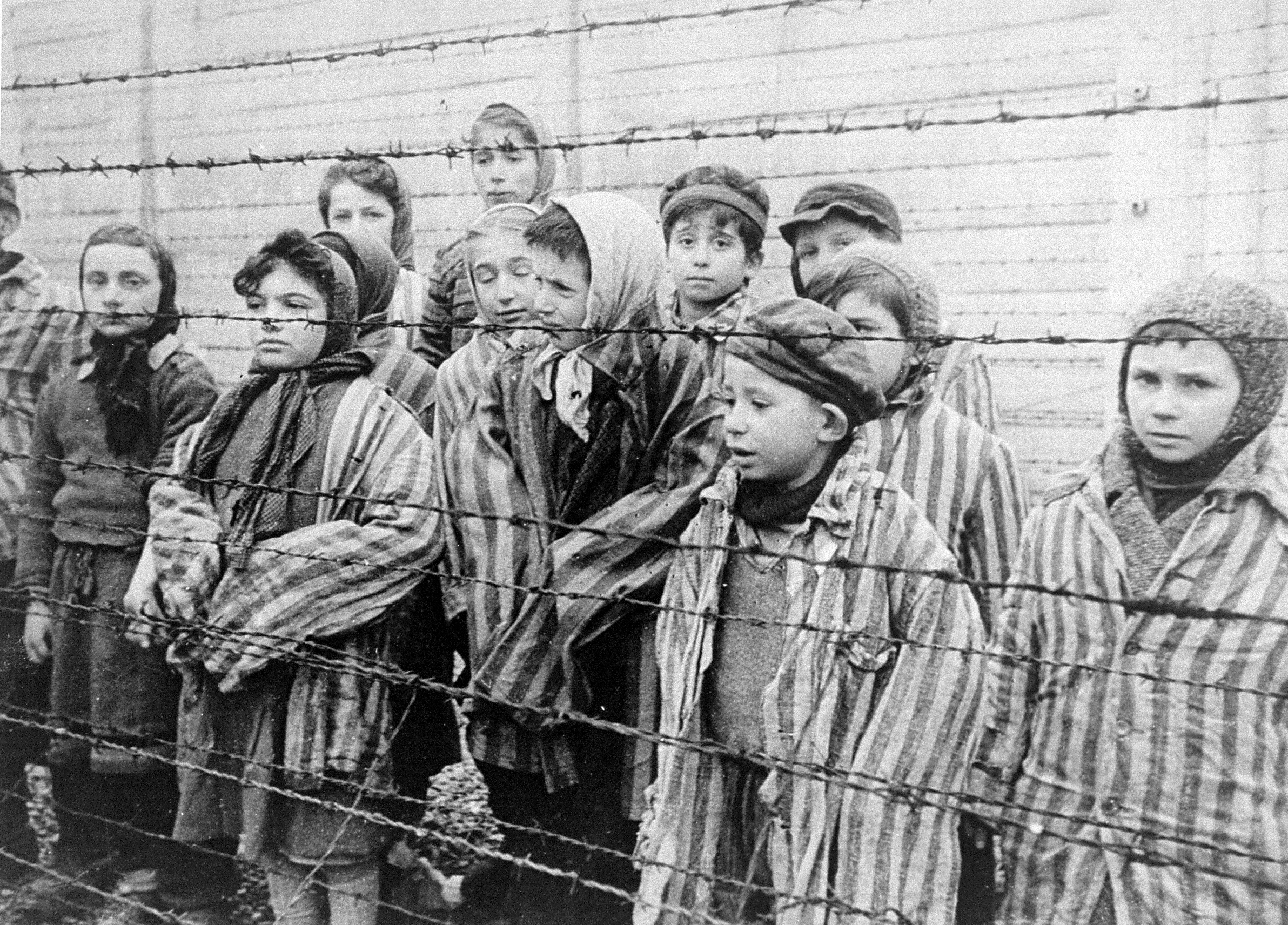
بچه‌ها در اردوگاه‌های کار اجباری آشویتس، هنگام آزاد سازی آنها توسط نیروهای شوروی

بازماندگان هولوکاست (انگلیسی: Holocaust survivors)، افرادی هستند که از هولوکاست، که تحت عنوان آزار و اذیت و تلاش جهت نابودی یهودیان توسط آلمان نازی و هم پیمانانش در طی جنگ جهانی دوم و قبل از آن در اروپا و شمال آفریقا، توصیف می‌شود جان سالم به در برده‌اند. هیچ تعریف قابل قبول جهانی برای این واژه وجود ندارد، و این اصطلاح به صورت متفاوتی برای یهودیانی که از جنگ در اروپای تحت اشغال آلمان نازی یا قلمروهای تحت کنترل نیروهای محور زنده مانده‌اند، همچنین برای کسانی که قبل یا در طی جنگ به کشورهای بی‌طرف و متفقین جنگ جهانی دوم گریخته‌اند گفته می‌شود. در برخی موارد، غیر یهودیانی که به صورت دسته جمعی، آزار و اذیت تحت آلمان نازی را تجربه کرده‌اند، تحت بازماندگان هولوکاست محسوب می‌شوند. با گذشت زمان، این تعریف تکامل یافته‌است.

## تعریف
واژه «بازمانده هولوکاست» برای یهودیانی که از میان کشتارهای دسته جمعی که توسط نازی‌ها انجام گرفته بود و زنده مانده بودند، به کار گرفته می‌شود. هر چند، این اصطلاح می‌تواند برای کسانی که تحت کنترل مستقیم رژیم نازی در آلمان یا مناطق اروپای اشغال شده نبوده‌اند، ولی تا حد زیادی تحت تأثیر آن قرار گرفته‌اند همچون یهودیانی که برای جان به در بردن از دست نازی‌ها از آلمان یا سرزمین‌های خود گریخته‌اند، و هیچوقت بعد از به قدرت رسیدن آدولف هیتلر در کشورهای تحت کنترل نازی زندگی نکرده‌اند ولی قبل از اینکه نازی‌ها برنامهٔ «راه حل نهایی» را به اجرا بگذارند، در آنجا زندگی می‌کردند، یا کسانی که بوسیله نازی‌ها تحت آزار و اذیت قرار نگرفته‌اند ولی توسط هم پیمانانشان یا همدست‌هایشان در کشورهای تابعه نازی و کشوهای اشغالی، تحت آزار و اذیت قرار گرفته‌اند، به کار گرفته شود.